# 무엇이든 물어보세요
《무엇이든 물어보세요》는 KBS 1TV에서 매주 평일 월~금 오전 10시에 방송 예정인 교양 정보 프로그램이다.

## 기획 의도
실생활에 꼭 필요한 아이템을 선정, 전문가를 통해 정확한 지식, 정보 등의 전달하는 생활 정보

## 방송 시간
| 방송 채널 | 방송 기간                         | 방송 시간                             | 비고  |
| --------- | --------------------------------- | ------------------------------------- | ----- |
| KBS 2TV   | 1983년 10월 31일~1984년 3월 30일  | 매주 월요일~토요일 오전 9시 10분      |       |
| KBS 2TV   | 1984년 4월 2일~1987년 2월 28일    | 매주 월요일~토요일 오전 9시 10분      |       |
| KBS 2TV   | 1985년 2월 23일~1984년 10월 26일  | 매주 월요일~토요일 오전 9시 10분      |       |
| KBS 2TV   | 1995년 9월 4일~1996년 3월 2일     | 매주 월요일~토요일 오전 9시 10분      |       |
| KBS 2TV   | 1987년 3월 2일~1987년 5월 9일     | 매주 월요일~토요일 아침 8시 40분      |       |
| KBS 2TV   | 1987년 5월 11일~1989년 3월 3일    | 매주 월요일~토요일 아침 8시 50분      |       |
| KBS 2TV   | 1989년 3월 6일~1989년 10월 6일    | 매주 월요일~토요일 오전 9시           |       |
| KBS 2TV   | 1989년 10월 9일~1990년 4월 6일    | 매주 월요일~토요일 오전 9시           |       |
| KBS 2TV   | 1990년 4월 9일~1990년 10월 26일   | 매주 월요일~토요일 오전 9시           |       |
| KBS 2TV   | 1992년 10월 5일~1993년 10월 26일  | 매주 평일 오전 9시                    |       |
| KBS 2TV   | 1994년 5월 2일~1994년 10월 7일    | 매주 평일 오전 9시 5분                |       |
| KBS 2TV   | 1993년 5월 3일~1993년 10월 15일   | 매주 평일 오전 9시 5분                |       |
| KBS 2TV   | 1994년 10월 10일~1995년 9월 1일   | 매주 월요일~토요일 오전 9시 5분       |       |
| KBS 2TV   | 1996년 3월 4일~1996년 10월 11일   | 매주 월요일~토요일 오전 9시 5분       |       |
| KBS 2TV   | 1990년 10월 29일~1992년 10월 2일  | 매주 월요일~토요일 오전 9시 5분       |       |
| KBS 2TV   | 1997년 10월 20일~1997년 11월 21일 | 매주 평일 오전 9시 10분               |       |
| KBS 2TV   | 1998년 1월 5일~1998년 6월 12일    | 매주 평일 오전 10시 45분              |       |
| KBS 2TV   | 1993년 10월 18일~1994년 2월 18일  | 매주 월요일~토요일 아침 8시 45분      |       |
| KBS 2TV   | 1994년 2월 21일~1994년 4월 28일   | 매주 월요일~토요일 아침 8시 40분      |       |
| KBS 2TV   | 1984년 10월 29일~1985년 10월 20일 | 매주 평일 오전 9시 15분               |       |
| KBS 2TV   | 1996년 10월 14일~1997년 2월 28일  | 매주 평일 오전 9시 15분               |       |
| KBS 2TV   | 1997년 11월 24일~1997년 12월 31일 | 매주 평일 오전 9시 15분               |       |
| KBS 2TV   | 2024년 2월 5일~2024년 10월 4일    | 매주 평일 아침 8시~오전 9시 20분      | [ 5 ] |
| KBS 2TV   | 2024년 10월 7일~2025년 8월 8일    | 매주 평일 아침 8시 10분~오전 9시 30분 | [ 6 ] |
| KBS 3TV   | 1989년 10월 9일~1990년 4월 6일    | 매주 평일 저녁 7시 5분                |       |
| KBS 3TV   | 1990년 4월 9일~1990년 12월 21일   | 매주 평일 저녁 6시 50분               |       |
| KBS 1TV   | 1997년 3월 3일~1997년 5월 15일    | 매주 월요일~목요일 오전 10시 20분     |       |
| KBS 1TV   | 1997년 5월 19일~1997년 10월 17일  | 매주 평일 오전 10시 20분              |       |
| KBS 1TV   | 1998년 6월 15일~1999년 4월 30일   | 매주 평일 오전 10시~11시              |       |
| KBS 1TV   | 1999년 7월 19일~2002년 3월 29일   | 매주 평일 오전 10시~11시              |       |
| KBS 1TV   | 1999년 5월 3일~1999년 7월 16일    | 매주 평일 오전 10시~11시              |       |
| KBS 1TV   | 2002년 4월 1일~2005년 10월 27일   | 매주 평일 오전 10시~11시              |       |
| KBS 1TV   | 2005년 10월 31일~2007년 4월 27일  | 매주 평일 오전 10시~11시              |       |
| KBS 1TV   | 2015년 1월 2일~2016년 2월 15일    | 매주 평일 오전 10시~11시              |       |
| KBS 1TV   | 2007년 4월 30일~2010년 5월 7일    | 매주 평일 오전 10시~11시              |       |
| KBS 1TV   | 2010년 5월 10일~2010년 5월 14일   | 매주 평일 오전 10시~11시              |       |
| KBS 1TV   | 2010년 5월 17일~2010년 6월 4일    | 매주 평일 오전 10시~11시              |       |
| KBS 1TV   | 2010년 6월 7일~2013년 10월 18일   | 매주 평일 오전 10시~11시              |       |
| KBS 1TV   | 2013년 10월 21일~2014년 12월 31일 | 매주 평일 오전 10시~11시              |       |
| KBS 1TV   | 2016년 2월 18일~2024년 2월 2일    | 매주 평일 오전 10시~11시              |       |
| KBS 1TV   | 2025년 8월 11일~현재              | 매주 평일 월~금 오전 10시~11시 10분   |       |

## MC
| 대수 | 진행자    | 진행자 | 진행 기간                        | 비고          |
| 대수 | 남성      | 여성   | 진행 기간                        | 비고          |
| ---- | --------- | ------ | -------------------------------- | ------------- |
| 1기  | 김동건    | 빈칸   | 1983년 10월 31일~1984년 4월 7일  |               |
| 2기  | 김동건    | 유애리 | 1984년 4월 9일~1984년 8월 10일   |               |
| 3기  | 김동건    | 박초아 | 1984년 8월 13일~1986년 11월 1일  |               |
| 4기  | 박용호    | 박초아 | 1986년 11월 3일~1988년 4월 30일  |               |
| 5기  | 故 이창호 | 박초아 | 1988년 5월 2일~1988년 12월 2일   |               |
| 6기  | 故 이창호 | 박초아 | 1988년 12월 4일~1992년 4월 7일   |               |
| 7기  | 김동건    | 이금희 | 1992년 4월 6일~1992년 10월 2일   |               |
| 8기  | 임성훈    | 왕영은 | 1992년 10월 5일~1993년 10월 15일 |               |
| 9기  | 왕재복    | 왕영은 | 1993년 10월 17일~1994년 4월 10일 |               |
| 9기  | 원종배    | 이금희 | 1994년 4월 17일~1995년 4월 17일  | [ 8 ]         |
| 10기 | 왕종근    | 이금희 | 1995년 4월 24일~1996년 1월 5일   |               |
| 11기 | 왕종근    | 김성경 | 1996년 1월 8일~1996년 10월 11일  |               |
| 12기 | 왕종근    | 구영희 | 1996년 10월 14일~1997년 2월 10일 | [ 9 ]         |
| 13기 | 송지헌    | 오유경 | 1997년 2월 10일~1997년 5월 15일  |               |
| 14기 | 전인석    | 오유경 | 1997년 5월 19일~1997년 10월 17일 |               |
| 15기 | 故 이창호 | 김연주 | 1997년 10월 20일~1998년 3월 13일 |               |
| 16기 | 故 이창호 | 이금희 | 1998년 3월 16일~1999년 3월 11일  |               |
| 17기 | 故 이창호 | 오영실 | 1999년 3월 11일~1999년 12월 30일 |               |
| 18기 | 故 이창호 | 정용실 | 2000년 1월 3일~2003년 6월 20일   | [ 10 ]        |
| 19기 | 전인석    | 공정민 | 2003년 6월 23일~2003년 9월 19일  |               |
| 20기 | 전인석    | 정은승 | 2003년 9월 22일~2003년 10월 31일 |               |
| 21기 | 전인석    | 신윤주 | 2003년 11월 3일~2005년 8월 11일  |               |
| 22기 | 원석현    | 신윤주 | 2005년 8월 12일~2006년 3월 10일  |               |
| 23기 | 원석현    | 박주아 | 2006년 3월 13일~2009년 4월 17일  |               |
| 24기 | 이재홍    | 박주아 | 2009년 4월 20일~2010년 10월 22일 |               |
| 25기 | 이재홍    | 김지윤 | 2010년 10월 28일~2011년 11월 4일 |               |
| 26기 | 이재홍    | 이선영 | 2011년 11월 7일~2013년 10월 18일 |               |
| 27기 | 한상권    | 이선영 | 2013년 10월 21일~2016년 7월 1일  |               |
| 28기 | 한상권    | 박주아 | 2016년 7월 4일~2018년 8월 31일   | [ 11 ]        |
| 29기 | 김승휘    | 정다은 | 2018년 9월 3일~2023년 3월 17일   | [ 12 ]        |
| 30기 | 김승휘    | 이슬기 | 2023년 3월 20일~2023년 8월 25일  | [ 13 ]        |
| 31기 | 이재성    | 이슬기 | 2023년 8월 28일~2024년 2월 2일   |               |
| 32기 | 이재성    | 박주아 | 2024년 2월 5일~ 현재             | [ 14 ] [ 15 ] |

## 코너

### 월요일
닥터의 경고

### 화요일
도전! 기적의 습관

### 수요일
명의 스페셜

### 목요일
이런 법이 어딨어?

## 시청률
본 프로그램은 1980년대부터 1990년대까지 높은 시청률과 대중적 인기를 누렸으나, 1990년대 후반에 이르러 인터넷과 뉴미디어의 확산에 따라 점차 하락세를 보이기 시작하였다. 2000년대 초중반에는 시청률이 다소 감소하여 한 자릿수대로 진입하였으며, 2010년대에는 평균 4%대로 더욱 하락하였고, 2024년 현재에는 평균 시청률이 1% 수준에 머무르고 있는 실정이다.

## 결방

### KBS 1TV (현재)
평일 오전 10시에 정규 편성되어 있으나, 오전 10시 이후 특별한 사유가 발생할 경우 결방되거나 지연될 수 있다. 특히 인사청문회, 경축식, 기념식, 추념식 등 국가 주요 일정과 관련된 뉴스 특보 또는 공식 행사가 편성되는 경우 그러하다.
특별한 사유가 발생할 경우 결방되거나 지연될 수 있다.
- 2023년 9월 25일 ~ 2023년 9월 26일 : 《2022 항저우 아시안 게임》 중계방송으로 인한 결방
- 2023년 9월 28일 ~ 2023년 10월 9일 : 《2022 항저우 아시안 게임》 중계방송 및 추석, 《한글날》로 인한 결방
- 2023년 11월 2일: 제2차 토론회 중계방송으로 인한 결방
- 2024년 1월 29일: 제22대 국회의원 선거 제1차 정책토론회 중계방송으로 인한 결방
- 2025년 8월 15일: 중계방송 제80주년 광복절 경축식 중계방송으로 인한 결방

### KBS 2TV (전)
- 2024년 7월 29일 ~ 8월 9일 : 《2024 파리 올림픽》 중계방송으로 인한 결방

## 경쟁 프로그램
- 기분 좋은 날 (MBC TV)
- 좋은 아침 (SBS TV)